# Baltazar Mathias Keilhau
Baltazar Mathias Keilhau (født 2. november 1797 i Birid, død 1. januar 1858 i Kristiania) var en norsk geolog.
Keilhau var den første student, som tog mineralogisk eksamen ved Universitetet i Oslo (1821). 
Allerede tidlig færdedes han rundt om i Norges dengang endnu ukendte fjeldtrakter, og sammen med Chr. Boeck »opdagede« han Jotunheimen i 1820. Efter at have taget praktisk bjergeksamen på Kongsberg i 1823 drog Keihau ud på studierejser (1824—25) til Berlin, Freiberg, Böhmen, Schweiz og Frankrig og blev ved sin hjemkomst lektor i Bjergvidenskab 1826 »med 
Forpligtelse til at foretage videnskabelige Rejser i Fædrelandets mindre undersøgte Egne«. 